# Charles Vanhoutte
Charles Vanhoutte (Courtrai, 16 settembre 1998) è un calciatore belga, centrocampista dell'Union Saint-Gilloise.

## Caratteristiche tecniche
È un centrocampista difensivo.

## Carriera
Cresciuto nel settore giovanile del Cercle Bruges, debutta in prima squadra il 14 maggio 2019 in occasione dell’incontro di Pro League perso 3-0 contro il R.E. Mouscron. Nel giugno del 2023 passa all'Union Saint-Gilloise, debuttando nel match casalingo vinto per 2-0 contro l'Anderlecht.

## Statistiche

### Presenze e reti nei club
Statistiche aggiornate al 25 maggio 2025.
| Stagione                    | Squadra                     | Campionato                  | Campionato | Campionato | Coppe nazionali | Coppe nazionali | Coppe nazionali | Coppe continentali | Coppe continentali | Coppe continentali | Altre coppe | Altre coppe | Altre coppe | Totale | Totale | Totale |
| Stagione                    | Squadra                     | Comp                        | Pres       | Reti       | Comp            | Pres            | Reti            | Comp               | Pres               | Reti               | Comp        | Pres        | Reti        | Pres   | Reti   |        |
| --------------------------- | --------------------------- | --------------------------- | ---------- | ---------- | --------------- | --------------- | --------------- | ------------------ | ------------------ | ------------------ | ----------- | ----------- | ----------- | ------ | ------ | ------ |
| 2018-2019                   | Cercle Bruges               | D1                          | 0+2        | 0          | CB              | 0               | 0               | -                  | -                  | -                  | -           | -           | -           | 2      | 0      |        |
| 2019-2020                   | Tubize-Braine               | D3                          | 16         | 0          | CB              | 0               | 0               | -                  | -                  | -                  | -           | -           | -           | 16     | 0      |        |
| 2020-2021                   | Cercle Bruges               | D1                          | 28         | 0          | CB              | 2               | 0               | -                  | -                  | -                  | -           | -           | -           | 30     | 0      |        |
| 2021-2022                   | Cercle Bruges               | D1                          | 31         | 1          | CB              | 2               | 0               | -                  | -                  | -                  | -           | -           | -           | 33     | 1      |        |
| 2022-2023                   | Cercle Bruges               | D1                          | 29+3       | 1+0        | CB              | 1               | 0               | -                  | -                  | -                  | -           | -           | -           | 33     | 1      |        |
| Totale Cercle Bruges        | Totale Cercle Bruges        | Totale Cercle Bruges        | 88+5       | 2+0        |                 | 5               | 0               |                    | -                  | -                  |             | -           | -           | 98     | 2      |        |
| 2023-2024                   | Union Saint-Gilloise        | D1                          | 29+10      | 0+1        | CB              | 5               | 0               | UEL+UECL           | 7+3                | 0                  | -           | -           | -           | 54     | 1      |        |
| 2024-2025                   | Union Saint-Gilloise        | D1                          | 24+9       | 1+0        | CB              | 2               | 0               | UCL+UEL            | 2+8                | 0                  | SB          | 1           | 0           | 46     | 1      |        |
| Totale Union Saint-Gilloise | Totale Union Saint-Gilloise | Totale Union Saint-Gilloise | 53+19      | 1+1        |                 | 7               | 0               |                    | 20                 | 0                  |             | 1           | 0           | 100    | 2      |        |
| Totale carriera             | Totale carriera             | Totale carriera             | 181        | 4          |                 | 12              | 0               |                    | 20                 | 0                  |             | 1           | 0           | 214    | 4      |        |

## Palmarès

### Club

#### Competizioni nazionali
- Coppa del Belgio: 1

Union Saint-Gilloise: 2023-2024
- Supercoppa del Belgio: 1

Union Saint-Gilloise: 2024
- Campionato belga: 1

Union Saint-Gilloise: 2024-2025